# Duna híd
A Duna híd (korábbi nevén: Barátság híd) egy 2223 méter hosszú közúti–vasúti híd a Duna felett Románia és Bulgária határán, Gyurgyevó és Rusze között. A Vidin–Calafat híd 2013-as elkészültéig az egyetlen híd volt a Dunán a két ország között.

## Történelem

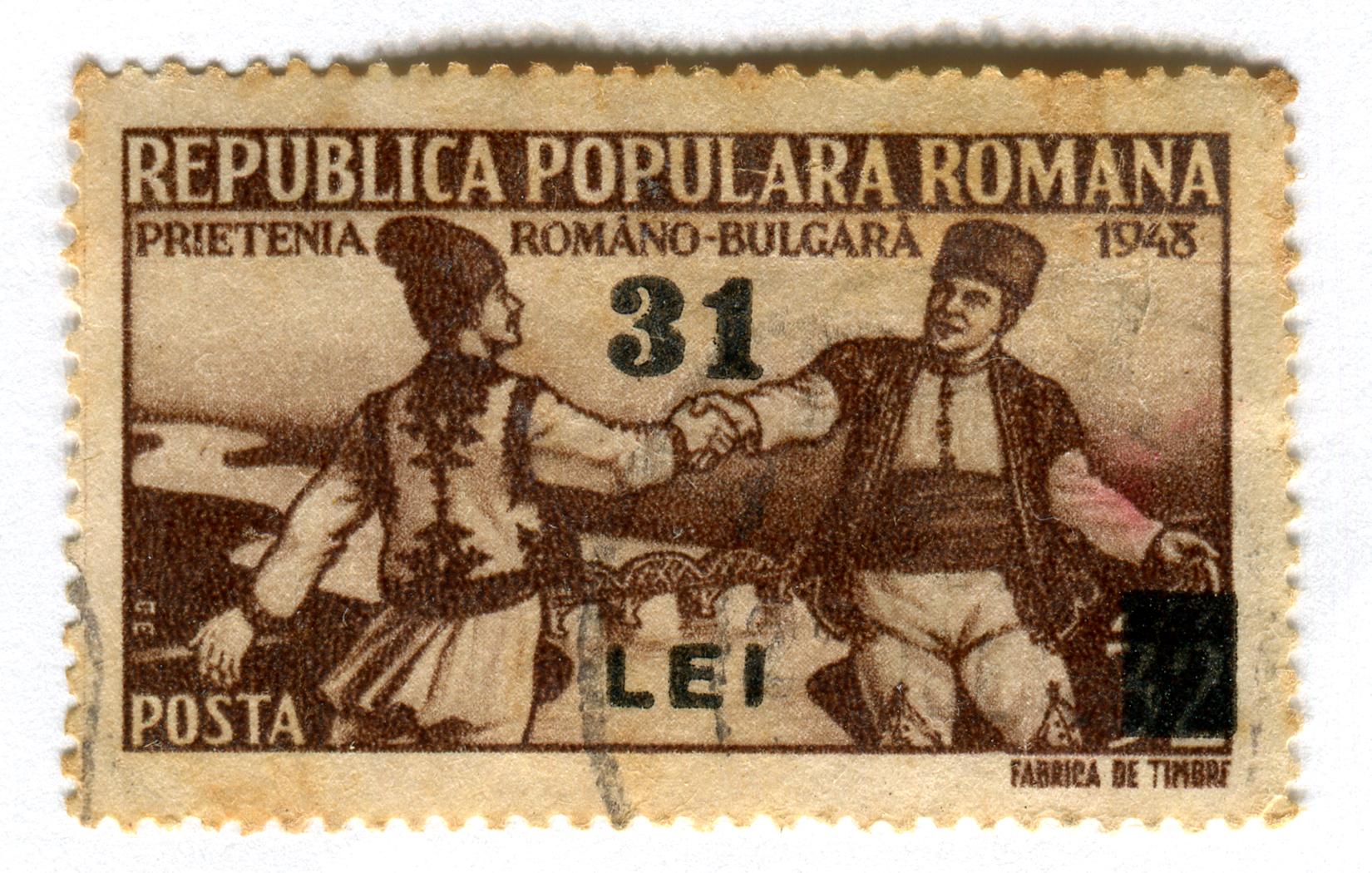
Bélyeg 1948-ból

A hidat szovjet tervezőintézet tervezte V. N. Andrejev vezetésével, és szovjet vállalat építette. Az acélszerkezet egyes részeit más „baráti” országokban gyártották. 1952-ben kezdték építeni és 1954-re lett kész. Átadása 1954. június 20-án történt meg.
A rendszerváltás után átnevezték Duna hídra.

## Jellemzők
Alsó szintjén kétvágányú vasút, a felső szinten 7,0 m széles közúti pálya vezet kétoldali járdával. A mederhíd 13, a két ártéri híd 12–12 (így összesen 37) nyílású. Legnagyobb nyílása 160 m. A 38 alépítmény közül 18 keszonra, 20 vasbeton cölöpökre épült.
A mederhíd rácsos acélszerkezetekből áll, a 33 m-es ártéri nyílásokat gerinclemezes szerkezetek hidalják át. A középső, 86 m-es nyílásban egymástól független közúti és vasúti szerkezetet alakítottak ki: a vasúti híd a közútira van felfüggesztve, és az alá felemelhető, így 24 m-es szabad hajózási magasság érhető el.

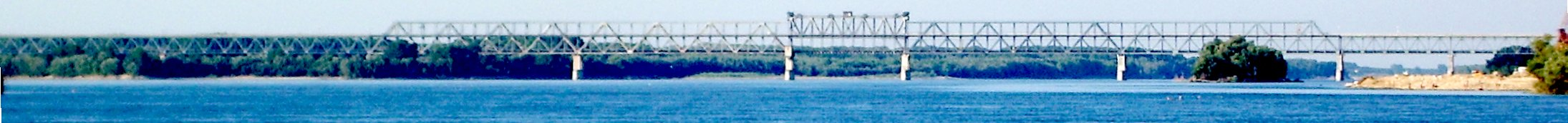
A Barátság híd